# 사가라 도미모치
사가라 토미모치(일본어: 相良 福将 さがら とみもち[*])는 히고국 히토요시번 제 10대 번주이다.

## 생애
간엔 3년 (1750년) 6월 13일, 미노 나에키번 번주 토오야마 토모아키라의 차남으로 태어났다. 당시 이름은 토모미츠(友充)이다.
메이와 4년 (1767년) 3월 5일, (두 번째) 9대 번주 사가라 요리사다가 사망했다. 당초, 사가라가의 중신은 막부에 사가라 나가아리의 정실인 슈쇼인의 조카로 사가라 미츠나가 (공식상으로는 요리사다와 동일인물 취급)의 사촌에 해당하는 하타모토 요리아이세키 아키즈키 타네타케의 동생 타네요시와의 양자 결연을 원했다. 그러나, 로쥬 마츠다이라 타케치카는 나이가 많다는 점과 다른 성씨임을 지적하며 각하했고, 히토요시번 번주 가문의 다른 인척이거나 타케치카의 친동생 토오야마 토모아키라의 차남 토모미츠 중 하나를 요청하였다. 사가라가의 인척에 달리 마땅한 인재도 없으므로, 사가라가의 중신들은 토모미츠 옹립안에 동의하고 토모미츠를 사후 양자로 맞이했다.
이리하여, 토오야마 토모미츠에서 사가라 토미모치 ("토미(福)는 제 4대 번주 요리토미의 편휘이다)로 이름을 고치고, 요리사다의 사후 양자로서 사독을 이었다. 같은 해 4월 15일, 쇼군 도쿠가와 이에하루를 알현했다. 같은 해 12월 16일, 종5위하 에치젠노카미에 서임되었다.
메이와 4년 1월에 메라야마 소동이 일어나, 182명이 처벌받는 사건이 일어났다. 번정에서는 홍수와 가뭄이 잇따르면서 2만석의 수입이 1만 4천석 정도까지 급감했다고 한다. 다만 학문에는 열심이어서 나중에 번교가 창설될 기초를 닦았다.
메이와 6년 (1769년) 1월 12일에 향년 20세의 나이로 사망했다. 젊어서 죽었기 때문에, 한번도 히토요시번 영지에 가본적이 없다. 후계는 양자인 나가히로가 이었다.

## 가계
- 아버지 : 토오야마 토모아키라
- 양아버지 : 사가라 요리사다
- 정실 : 마에다씨
- 양자 : 사가라 나가히로 - 이케다 무네마사의 차남